# Господин фока
„Господин фока” је југословенски ТВ филм из 1969. године. Режирао га је Александар Ђорђевић а сценарио је написао Гордан Михић.

## Улоге
| Глумац                    | Улога            |
| ------------------------- | ---------------- |
| Слободан Цица Перовић     | Самац            |
| Неда Спасојевић           | Самица           |
| Ђорђе Јовановић           | Човек у биоскопу |
| Бранислав Цига Миленковић | Чистач ципела    |
| Љубица Секулић            | Газдарица        |